# Liman Dniestru
Liman Dniestru (ukr. Дністровський лиман, Dnistrowśkyj łyman) – jeden z największych limanów Morza Czarnego, największy liman Ukrainy. Oddzielony jest od morza mierzeją Buhaz, z jednym przesmykiem łączącym z otwartym morzem. Nazwa pochodzi od rzeki Dniestr, wpływającej do limanu. Długość limanu wynosi 41 km, szerokość 4-12 km, powierzchnia około 360 km², głębokość 3–5 m.
Nad Limanem Dniestru leżą miasta Owidiopol i Białogród nad Dniestrem, a także czarnomorskie kurorty Zatoka i Karolino-Buhaz oraz znana winnica Szabo.
Od północnego wybrzeża Limanu zaledwie 3 km oddzielają terytorium Mołdawii na wysokości Palanki.